# Lambula thermopepla
Lambula thermopepla är en fjärilsart som beskrevs av George Francis Hampson 1914. Lambula thermopepla ingår i släktet Lambula och familjen björnspinnare. Inga underarter finns listade i Catalogue of Life.